# Leon Van Peborgh
Léon François Edmond Marie Van Peborgh (Antwerpen, 10 juli 1860 - 17 augustus 1921) was een Belgisch politicus voor de Liberale Partij.

## Levensloop
Van Peborgh was beroepshalve averijdeskundige in de haven van Antwerpen.
Hij was gemeenteraadslid van Antwerpen van 1895 tot 1920.
In 1912 werd hij verkozen tot liberaal senator voor het arrondissement Antwerpen en vervulde dit mandaat tot in 1919. Hij was een pleitbezorger voor het zo snel mogelijk beëindigen van de Eerste Wereldoorlog. In 1916 nam hij publiek stelling tegen de activisten.

## Publicaties
- Historique des règles d'York et d'Anvers, Antwerpen, 1904.
- "Pacifisten" door de eeuwen heen. Vrede door recht, vrijhandel en opvoeding, Antwerpen, 1915.
- Vrede door recht, Antwerpen, 1917.